# Sykstus Henryk Parmeński

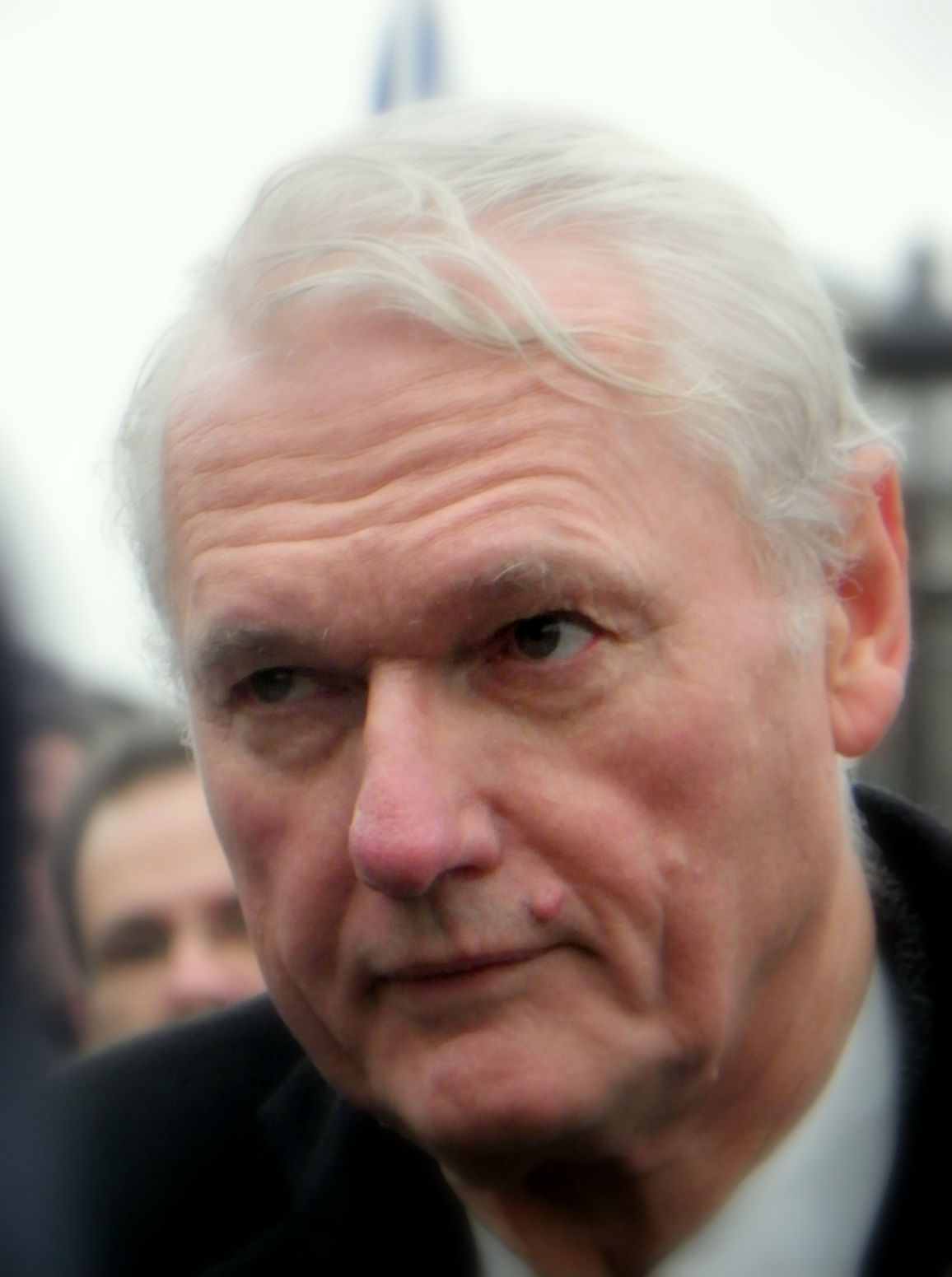

Sykstus Henryk Burbon-Parmeński, właściwie: hiszp. Sixto Enrique Hugo Francisco Javier de Borbón-Parma y Borbón-Busset (ur. 22 lipca 1940, w Pau, we Francji) – książę Aranjuez, Regent Comunión Tradicionalista i Chorąży Tradycji. Karlistowski pretendent do tronu Hiszpanii jako Henryk V.
Sykstus Henryk urodził się jako drugi syn Ksawerego, tytularnego księcia Parmy i ówczesnego regenta karlistów, oraz jego żony Magdaleny de Burbon-Busset. Imię otrzymał na cześć swojego wuja – księcia Sykstusa (1886-1934). Od młodości całkowicie poświęcił się sprawie karlistów i kontrrewolucji, występował ponad podziałami jako „książę chrześcijański”.
Pobierał nauki u braci szkolnych, benedyktynów i braci marianów, jego nauczycielką była również – profesor María Teresa Angulo z Madrytu. Potem Sykstus ukończył kurs prawa, języków klasycznych i współczesnych oraz finansów. W 1965 pod imieniem Enrique Aranjuez wstąpił do Hiszpańskiej Legii Cudzoziemskiej. 2 maja tego samego roku złożył przysięgę wierności Fladze Hiszpanii (co było z jego strony kompromisem), nie zgodził się na złożenie przysięgi Hiszpańskiej Konstytucji z 1978 roku.
Starszy brat Sykstusa, Karol Hugo jako przywódca karlistów przekształcił ruch karlistowski w ruch socjalistyczny, a Sykstus i jego poplecznicy (również Magdalena de Burbon-Busset) zarzucili mu, że zdradził ideały karlistów. W 1977 zmarł ojciec braci, Karol Hugo został pełnoprawnym przywódcą karlistów, a Sykstus ogłosił się regentem – przywódcą tradycyjnych karlistów i nadał sobie tytuł Chorążego Tradycji (hiszp. Abanderado de la Tradición).
W setną rocznicę śmierci Karola VII, 18 lipca 2009, Sykstus Henryk wystosował z Triestu list do swych bratanków, Karola Ksawerego i Jakuba, z wezwaniem, aby zadeklarowali, czy są gotowi uznać 5 zasad fundamentalnych tradycjonalizmu i legitymizmu hiszpańskiego, promulgowanych 23 stycznia 1936 roku przez Alfonsa Karola I, jako warunek prawowitości każdego władcy. Książę podkreślił, że jeśli jego bratankowie zobowiązaliby się do tego, to on zobowiązuje się przekazać im pełnię praw i zobowiązań dynastii prawowitej (Dinastía Legítima) po okresie formacji odbytej pod jego kierunkiem.
Sykstus długo podróżował po Ameryce Łacińskiej, tej hiszpańskojęzycznej, jak i portugalskojęzycznej. W styczniu 2001 podczas podróży po Argentynie został poważnie ranny w wypadku samochodowym i ledwo uszedł z życiem. Od czasu wypadku ma trudności z chodzeniem i z tego powodu zmuszony jest ograniczać swoje publiczne wystąpienia.
30 czerwca 1988 w szwajcarskim Ecône, Sykstus był obecny przy wyświęceniu czterech biskupów z Bractwa Świętego Piusa X przez arcybiskupa Marcelego Lefebvre’a. Był pierwszym, który publicznie pogratulował Lefebvre’owi (w lipcu Stolica Apostolska ogłosiła deklarację ekskomuniki biskupów i arcybiskupa). Podczas wyborów prezydenckich we Francji (2007), Sykstus udzielił poparcia Jean-Marie Le Penowi, kandydatowi Frontu Narodowego.